# Apuesto por ti
Apuesto por ti fue un programa de televisión chileno de talentos extraños producido y transmitido por Televisión Nacional de Chile. Es presentado por José Miguel Viñuela siendo este su primer programa en TVN después de haber emigrado de Mega, luego de estar casi 15 años en dicha casa televisiva. El jurado estuvo compuesto en sus primeras dos temporadas por Carlos Pinto, Javiera Acevedo y el argentino Leonardo Tusam, a quien se sumó Nicolás Larraín en reemplazo de Pinto en la tercera.
El programa se emitía semanalmente, los días domingos, empezando la primera temporada del programa el 23 de diciembre de 2012. El horario de transmisión es a las 22:30 que es la franja de horario central, tras del noticiero 24 horas central. Su primer capítulo obtuvo 15,7 puntos de índice de audiencia con un peak de 20 puntos y siendo uno de los programas más vistos del día.

## Formato
La gracia del programa radica en que un concursante presente una prueba, las cuales son muy extrañas o poco probable de lograr, el panel de jueces apostará dinero por cada prueba, y si el concursante logra hacerla, se llevará el dinero que apostaron los jueces por él, por el contrario si el concursante no acierta se va eliminado sin ninguna cantidad de dinero. Todas las pruebas, conceptos concursos y juegos fueron creadas por Erico Benito.

## Temporadas
|  | Temporada | Estreno                 | Final                | Ganador          |
|  | --------- | ----------------------- | -------------------- | ---------------- |
|  | 1         | 23 de diciembre de 2012 | 10 de marzo de 2013  | Elizabeth Cortez |
|  | 2         | 2 de junio de 2013      | 25 de agosto de 2013 | Javier González  |
|  | 3         | 14 de marzo de 2014     | 6 de junio de 2014   | Diego Saavedra   |

### Presentador
| Nombre              | Edad    | Profesión                                    | Temp.   |
| ------------------- | ------- | -------------------------------------------- | ------- |
| José Miguel Viñuela | 50 años | Presentador de televisión y locutor de radio | 1, 2, 3 |

### Jueces
| Nombre          | Edad    | Profesión                         | Temp.   |
| --------------- | ------- | --------------------------------- | ------- |
| Nicolás Larraín | 59 años | Conductor de televisión y locutor | 3       |
| Javiera Acevedo | 39 años | Modelo, actriz y comediante       | 1, 2, 3 |
| Leonardo Tusam  | 51 años | Hipnotizador                      | 1, 2, 3 |
| Anteriores      |         |                                   |         |
| Carlos Pinto    | 65 años | Periodista                        | 1, 2    |

## Primera temporada
La primera temporada de Apuesto pot ti inició el 23 de diciembre de 2012. Este episodio obtuvo un índice de audiencia promedio de 15.1 puntos de índice de audiencia según Time IBOPE.
El 10 de marzo de 2013 finalizó la primera temporada resultando como ganadora Elizabeth Cortez cuya habilidad era levantar y trasladar a 4 personas con la fuerza de sus brazos, cómo gran premio se llevó 5 millones de pesos chilenos. Este episodio final obtuvo un índice de audiencia promedio de 18.2 puntos de índice de audiencia según Time IBOPE.

## Segunda temporada
La segunda temporada de Apuesto por ti inició el 2 de junio de 2013. Este episodio obtuvo un índice de audiencia promedio de 18.9 puntos de índice de audiencia según Time IBOPE.
El 25 de agosto de 2013 finalizó la segunda temporada resultando como ganador Javier González cuya habilidad era sostener 2 autos con sus brazos, cómo gran premio se llevó 5 millones de pesos chilenos. Este episodio final obtuvo un índice de audiencia promedio de 10.2 puntos de índice de audiencia.

## Tercera temporada
La tercera temporada de Apuesto por ti se estrenó el 14 de marzo de 2014. Este episodio obtuvo un índice de audiencia promedio de 15.1 puntos de índice de audiencia según Time IBOPE.
El 6 de junio de 2014 finalizó la tercera temporada resultando como ganador Diego Saavedra, quien es récord nacional de apnea submarina y resistió 4 minutos bajo el agua, cómo gran premio se llevó 5 millones de pesos chilenos. Este episodio final obtuvo un índice de audiencia promedio de 11.2 puntos de índice de audiencia.

### El cubo del silencio
Concurso de la tercera temporada, que consiste en que el participante debe realizar tres pruebas, de manera de mantener el silencio, controlado por un sistema lumínico que pone luces rojas cuando la cantidad de decibelios es superada.

### Pago por ti
Sección de la tercera temporada que consiste en que el concursante debe superar una prueba que consiste en que debe correr sobre una plataforma que está unida a una prenda de vestir femenina de lana, la cual debe ser desenhebrada en una parte. Si se consigue el propósito, el concursante obtiene como premio el pago de sus deudas.

## Apuesto por ti en el mundo
| País    | Nombre / Página Web oficial               | Canal              | Temporadas                                                       | Jueces                                                                                      | Animador                      |
| ------- | ----------------------------------------- | ------------------ | ---------------------------------------------------------------- | ------------------------------------------------------------------------------------------- | ----------------------------- |
| Ecuador | Apuesto por ti (Ecuador)                  | TC Televisión      | Temporada 1, 2014-2015                                           | Francisco Pinoargotti, Jacqueline Gaete, Richard Barker, Edder Calderón, Gabriela Pazmiñoda | Ronald Farina, Karin Barreiro |
| Bolivia | Apuesto por ti (Bolivia)                  | Unitel             | Temporada 1, 2015: Desde el 13 de agosto hasta el 8 de noviembre | Fermín Zabala Grisel Quiroga Vladimir Bravo                                                 | Daniel Pesce , Anabel Angus   |
| Perú    | Apuesto por ti (Perú)                     | América Televisión | Temporada 1, 2015: en emisión                                    |                                                                                             |                               |
| Bélgica | Apuesto por ti (Bélgica)                  | KNTV               | Temporada 1, 2014: Próximamente                                  |                                                                                             |                               |
| España  | Apuesto por ti - Juego de juegos (España) | Antena 3           | Temporada 1, 2019                                                |                                                                                             | Silvia Abril                  |
| Italia  | Apuesto por ti (Italia)                   |                    | Temporada 1, 2014: Próximamente                                  |                                                                                             |                               |
| Francia | Apuesto por ti (Francia)                  |                    | Temporada 1, 2014: Próximamente                                  |                                                                                             |                               |